# HBO Family
HBO Family es un canal de televisión por suscripción prémium latinoamericano de origen estadounidense, propiedad de Warner Bros. Discovery. Transmite contenido apto para toda la familia. HBO solía poseer una señal diferida por 3 horas denominada HBO Family Oeste; sin embargo, fue relanzada como HBO Signature el 1 de febrero de 2012.

## Historia
El canal comenzó sus emisiones en diciembre de 2003 en México. Un año después, en diciembre de 2004, expandió su área de cobertura al resto de Latinoamérica.

## Programación
La programación de HBO Family se basa en programas sin violencia y sin lenguaje vulgar, estando más dirigido al público infantil, el canal muestra una previa de la película, indicando la sinopsis, fecha y a quién va dirigido, a modo de advertencia.
El canal transmite películas aptas para todo público de los estudios licenciados por HBO, entre ellos Columbia Pictures, Sony Pictures Entertainment, Warner Bros Entertainment, Universal Pictures (excepto Brasil), DreamWorks Animation (desde 2020 y excepto Brasil) y Walt Disney Pictures (hasta 2020) e incluso producciones de estudios independientes.

## Logotipos

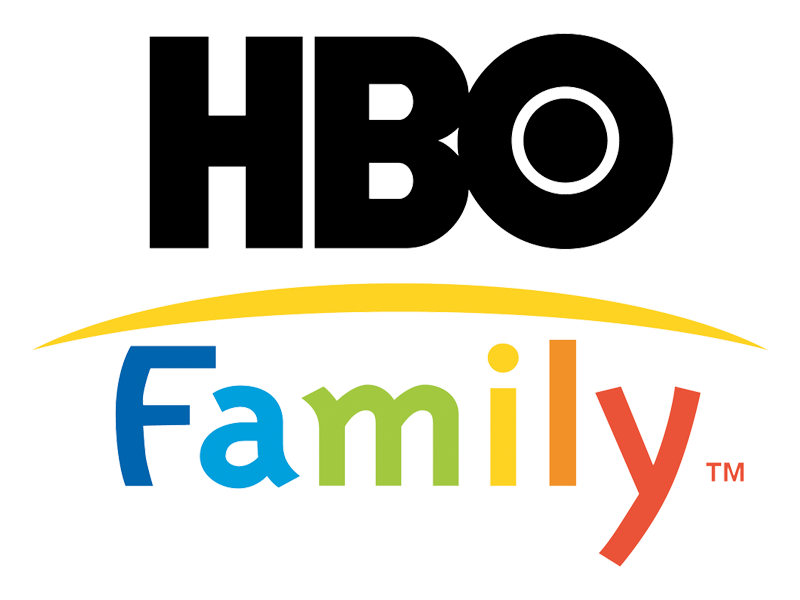
2003-2021
Desde 2021